# Pasquale de Chirico
Pasquale de Chirico, ou apenas De Chirico (Venosa, 24 de maio de 1873 - Salvador, 31 de março de 1943) foi um escultor, desenhista e professor italiano radicado no Brasil, responsável por grande parte dos monumentos da capital baiana.

## Biografia
Nascido numa comuna do sul da Itália, era filho de Miguel Ângelo de Chirico e Donata Maria Rosina de Chirico, família de artistas que o enviaram para estudar em Nápolis, onde foi aluno de Achille D’Orsi, concluindo sua formação em Roma.
Em 1893, contando somente vinte anos de idade, imigrou para o Brasil, estabelecendo-se em São Paulo, onde abriu uma fundição e veio a se casar; ali morou por uma década, e teve duas filhas até que em 1903, por um convite de Teodoro Sampaio foi para a capital baiana a fim de participar da reforma da Faculdade de Medicina da Bahia, que havia sido danificada por um incêndio.
Estabeleceu um ateliê na antiga "rua do Tijolo", no Centro Histórico, vindo a se tornar o mais importante escultor da Bahia em seu tempo; em Salvador tornou-se professor de escultura da Faculdade de Belas-Artes da Universidade Federal da Bahia, inicialmente como contratado e depois como titular, ali lecionando de 1918 a 1942; a sala de escultura desta escola leva hoje o seu nome.
Projetou sua residência no bairro do Rio Vermelho, onde veio a falecer, em 1943.

## Principais trabalhos
- Esculturas na Faculdade de Medicina da Bahia, treze peças representando personalidades médicas (Salvador, 1903)
- Relógio de São Pedro, em ferro fundido e bronze (Salvador, 1916)
- Monumento ao Barão do Rio Branco (c. 1916)
- Guardiãs (esculturas na fachada do Palácio Rio Branco, Salvador, c. 1919)
- Cristo da Barra (escultura em mármore carrara, Salvador, 1920)
- Monumento a Castro Alves (Praça Castro Alves, Salvador, 1923)
- Busto de Rui Barbosa (Alagoinhas, 1935)
- Busto de Teodoro Sampaio no Instituto Geográfico e Histórico da Bahia (Salvador, 1943)
- Monumento ao Cardeal De Lucca, (Venosa, 1943)